# Jonathan Domínguez
Jonathan Domínguez (Buenos Aires, 19 ottobre 1987) è un ex calciatore argentino con cittadinanza cilena, di ruolo attaccante.

## Carriera
Ha giocato nella massima serie dei campionati cileno e rumeno.